# Ак-Сункур аль-Бурсуки
Карим ад-Даула Сайф ад-Дин Ак-Сункур аль-Бурсуки или Аксунгур аль-Порсуки (тур. Ak Sunkur el-Bursuki, Aksungur el-Porsuki; ум. 1126) — эмир на службе у сельджукских султанов.
Ак-Сункур аль-Бурсуки был туркменским мамлюком эмира Бурсука. На службе султану Мухаммеду Тапару Ак-Сункур стал шихне Багдада и Тикрита. Затем Ак-Сункур был назначен атабеком сына султана Мухаммеда Тапара, Месуда и вали Мосула (стал атабеком Мосула), но после поражения от Артукида Иль-Гази Ак-Сункур был смещён с этих постов. После смерти султана Мухаммеда Тапара Ак-Сункур стал служить его сыну Махмуду, снова получил посты шихне Багдада и атабека Мосула. Ак-Сункур дважды — в 1113 и 1126 году — возглавлял армию султана, нападавшую на крестоносцев в Сирии.
В 1126 году Ак-Сункур был убит ассасинами.

## Биография
Карим ад-Даула Ак-Сункур аль-Бурсуки был мамлюком (гулямом) эмира Бурсука, Ибн аль-Асир и Абу-ль-Фида писали о туркменском происхождении Ак-Сункура. В средневековых исламских хрониках нет никаких упоминаний о том, когда он родился или о возрасте, в котором он умер.

### При Мухаммеде Тапаре
Мухаммед Тапар и Баркиярук разделили территории сельджукского государства после борьбы, последовавшей за смертью их отца Мелик-шаха I. В 1105 году умер Баркиярук, и Мухаммед Тапар остался единственным султаном. Он назначил Ак-Сункура шихне Багдада вместо Артукида Иль-Гази, которому перестал доверять. Это первое появление Ак-Сункура в исторических записях, но, по словам А. Маллета, то, что Ак-Сункуру султан доверил пост шихне, позволяет предположить, что к этому времени эмир был уже человеком могущественным и заслуживающим доверия.
Мухаммед назначил Ак-Сункура аль-Бурсуки шихне Тикрита и послал его занять город. Вали Тикрита не подчинился, Ак-Сункур осадил Тикрит, но, несмотря на семь месяцев осады, не смог добиться никаких результатов. Когда условия в городе стали критическими, и вали города увидел, что больше не может продержаться, он послал к эмиру Хиллы Садаке и сообщил, что хочет сдать город ему, а не Ак-Сункуру. В  октябре 1106 года Садака занял Тикрит, а Ак-Сункур был вынужден уйти. Мухаммед опасался роста влияния в регионе Садаки. В 1107 году при дворе султана кто-то начал распространять ложные слухи о принадлежности эмира к шиитам-низаритам, которых сельджуки ненавидели. Долгие переговоры между Садакой и султаном только привели к открытому разрыву между ними. Как писал Ибн аль-Асир, султана убедили, что рост могущества Садаки необходимо остановить. В марте 1108 года Ак-Сункур принимал участие в битве армии Мухаммеда Тапара против войск Садаки. Садака был ранен в спину, и гулям по имени Бозкуш сбросил его с лошади. Хотя Садака представился, но тот отрубил ему голову и отнёс её Ак-Сункуру аль-Бурсуки, который доставил её Мухаммеду Тапару.
В 1113 году после смерти эмира Мавдуда султан Мухаммед Тапар назначил Ак-Сункура аль-Бурсуки атабеком своего сына Месуда и вали Мосула. Главной его обязанностью стал джихад против франков (крестоносцев) в Сирии. Султан вызвал в армию Артукида Мардина Иль-Гази, тот не явился, поскольку не желал подчиняться Ак-Сункуру. Тогда последний вместе с сыном султана Месудом (формально считавшимся командующим) отправился к Мардину, чтобы принудить Иль-Гази повиноваться. Иль-Гази решил не обострять ситуации и подчиниться, но отправился не сам, а послал в армию своего сына Аяза во главе отряда из 300 всадников. Ак-Сункур воспринял это как личное оскорбление. Сначала он выполнил задание султана и с армией из 15 тысяч человек осадил Эдессу. После двухмесячной осады он отступил, разорив окрестности города, а также разрушив Самосату и Сарудж. После окончания кампании он арестовал Аяза и разграбил окрестности Мардина. В ответ на это нападение Иль-Гази внезапно у Дары атаковал лагерь Ак-Сункура, воины которого бежали, в суматохе Аяз смог освободиться. Иль-Гази взял в плен Месуда, сына султана, но сразу отпустил его и отправил к отцу. Эта ситуация сильно осложнила положение Ак-Сункура, который не только потерял армию султана, но и не смог защитить его сына. После неудачной кампании против Эдессы Ак-Сункур аль-Бурсуки был смещён, а Мосул был доверен эмиру Гуюш-беку, новому атабеку Месуда.
Ак-Сункур удалился в Рахбе, где жил до смерти Мухаммеда Тапара.
В 1116/17 году аль-Бурсуки отправился в Дамаск, чтобы помочь атабеку Тугтегину против франков (крестоносцев). Когда франки напали на долину Бекаа, армии Тугтегина и аль-Бурсуки нанесли им тяжёлое поражение. После этого эмиры вернулись в Дамаск, где заключили союз и договорились поддерживать друг друга. В следующем году, когда был убит Лулу аль-Хадым, аль-Бурсуки попытался захватить Алеппо. Хронист Алеппо Ибн аль-Адим предположил, что город был дарован аль-Бурсуки султаном вместе с Рахбе в качестве икта. Когда аль-Бурсуки прибыл в Алеппо, городом управлял евнух Ярукташ. Аль-Бурсуки осадил Алеппо, тогда Ярукташ заключил перемирие с франками и сдал им замок Аль-Кубба. Аль-Бурсуки вернулся позже с Тугтегином, но жители ответили им, что им правитель с востока не нужен. Получив такой ответ, аль-Бурсуки вернулся в Рахбе.

### На службе Махмуду
После смерти в 1118 году Мухаммеда Тапара в государстве Сельджукидов началась очередная борьба за трон среди членов правящей семьи. Наследником Мухаммеда был его сын Махмуд. Недовольные эмиры группировались вокруг дяди Мухаммеда, Санджара, и братьев Месуда, Сулеймана и Тогрула. Эмиры в Мосуле подталкивали Месуда и его атабека, эмира Гуюша, к нападению на Багдад. В начале апреля 1118 года умер халиф, которого сменил его сын аль-Мустаршид Биллах. Эмиры (среди которых был сын Садаки, Дубайс) надеялись убедить нового халифа возвести на трон Месуда и рассчитывали, что Махмуд, находившийся в Исфахане, не успеет прибыть раньше. В октябре 1118 года армия Мосула двинулась в сторону Багдада. Ак-Сункур узнал об этом и бежал к султану Махмуду, предупредив его о мятеже. Махмуд написал брату и его атабеку, предостерегая их от восстания.
Ак-Сункур вновь был назначен шихне Багдада. По словам А. Маллета, назначение Ак-Сункура было результатом требования иракских эмиров, считавших, что для поддержания порядка в необходим сильный человек. Аль-Бурсуки успешно подавил восстание эмира Менгу Барса (внука Алп Арслана от сына Бори Барса).
Сын Садаки, эмир Хиллы Дубайс, уговаривал Месуда выступить против Махмуда. Месуд решил отправиться в Мосул и занять трон.  14 июня 1120 года у Хамадана состоялась битва между армиями Месуда и Махмуда. Ак-Сункур аль-Бурсуки командовал армией Махмуда. В ходе битвы Месуд был разбит. Со своим атабеком он отступил в Мосул, а потом отправился просить у брата прощения. Не подчинился султану Махмуду только Дубайс, укрывшийся у Иль-Гази в Мардине.
В апреле-мае 1121 года новый султан снова назначил атабеком Мосула Ак-Сункура аль-Бурсуки. Дубайс вернулся в Хиллу, но после того, как султан отправил против него армию, эмир бежал без боя. Халиф Аль-Мустаршид Биллах попросил Махмуда снова назначить шихне Багдада Ак-Сункура аль-Бурсуки. Помимо назначения на должность, султан даровал Ак-Сункуру брак с одной из своих родственниц (возможно, матерью). В это же время мятежный эмир Хиллы готовился напасть на Багдад и отомстить Ак-Сункуру. В результате битвы, состоявшейся 9 июня 1122 года, Ак-Сункур потерпел поражение от Дубайса. После этого поражения аль-Бурсуки сложил с себя полномочия шихне и уехал к Санджару, дяде султана Махмуда.
Туркмены из Васита в 1122 году обратились за помощью против набегов бедуинов к Ак-Сункуру, направившему к ним эмиров Алтунташа и Занги. Васит после победы над бедуинами Ак-Сункур передал Занги, а вскоре после этого Ак-Сункур передал Занги Басру от своего имени с заданием защищать город от бедуинов.
В 1123 году Дубайс снова вступил в борьбу с халифом. Халиф объединился с Ак-Сункуром аль-Бурсуки, и в воскресенье  4 марта 1123 года они двинулись к Нилу, на этот раз победа была на их стороне.
В 1124/25 году султан Махмуд снял аль-Бурсуки с поста шихне Багдада и поручил ему руководство джихадом из Мосула. Аль-Бурсуки отправился в Мосул с одним из сыновей султана как атабек. По предположению А. Маллета, «хотя халиф сомневался в его способностях, но султан оставался в нём уверенным». Прибыв в Мосул, аль-Бурсуки приказал Занги присоединиться к нему, но Занги отказался, он отправился к султану и получил должность вали Басры. Франки (крестоносцы) вместе с Дубайсом и сыном Сельджукида Рыдвана Султан-шахом осадили Алеппо. Жители города решили, что управлявший городом от имени отца Тимурташ бен Иль-Гази не сможет защитить их и обратились к аль-Бурсуки с просьбой о помощи. Он прогнал франков и взял город под свой контроль.
1125/26 аль-Бурсуки захватил Кафартаб и осадил Азаз. У Азаза Жослен Эдесский нанёс ему тяжёлое поражение. Аль-Бурсуки оставил в Алеппо своего сына Иззеддина Месуда и отправился в Мосул собрать войска для следующего нападения на франков.

### Смерть
В 1126 году Ак-Сункур аль-Бурсуки был убит ассасинами (источники называли их также батинитами, низаритами, исмаилитами). Ибн аль-Каланиси отмечал, что из Мосула пришло сообщение об убийстве Ак-Сункура в большой мечети в месяце зулькада (начался 18 ноября). Ибн аль-Асир, Ибн аль-Адим и Ибн Халликан датировали смерть Ак-Сункура 8 зулькада и 9 зулькада. Причиной убийства Ак-Сункура Имадеддин аль-Исфахани назвал преследования низаритов эмиром. Матвей Эдесский писал о том, что аль-Бурсуки был убит своими людьми, вошедшими к нему в одежде паломников, Гийом Тирский, аналогично, утверждал, что «нечестивый Бурсуки, сын погибели, был зарезан своими слугами и другими членами его семьи». Имадеддин аль-Исфахани сообщал, что убийцы сидели в мечети в одежде суфиев, они набросились на него, когда он шёл с молитвы и нанесли ему множество ударов. По сообщению Михаила Сирийца убийц было трое. Один ударил Ак-Сункура кинжалом, но попал в нагрудник. Схваченный исмаилит крикнул сообщникам, чтобы они били ниже и те ранили эмира в нижнюю часть живота. Ибн аль-Адим так же писал про кольчугу. В его описании убийц было восемь человек, которые, несмотря на множество защитников, смогли ударить Ак-Сункура кинжалами несколько раз, в итоге он умер в тот же день. В рассказе Бар-Эбрея убийц было десять и эмир защищался, убив троих. В рассказе Ибн аль-Асира убийц было более десяти и эмир ранил троих из них, при этом хронист описывает вещий сон про напавших собак, приснившийся Ак-Сункуру накануне. Абу-ль-Фида просто сообщил об убийстве Ак-Сункура в пятницу в мечети батинитами.
Наследником Ак-Сункура был его сын Иззеддин Месуд. Он принял управление городом до того момента, как султан назначит нового вали.

## Личность
Средневековые исламские авторы представляют Ак-Сункура справедливым борцом за веру, благочестивым мучеником. Ибн аль-Каланиси, Абу-ль-Фида и Ибн аль-Асир восхваляли Ак-Сункура за его храбрость, набожность, справедливость. Хронисты отмечали, что эмир был прекрасным вали, покровительствовал ученым. Ибн аль-Каланиси писал: «Народ печалился и сожалел о такой трагической утрате». Ибн аль-Асиру его отец передал рассказы слуги Ак-Сункура о том, что эмир, когда вставал ночью для молитвы, лично ходил к Тигру за водой для омовения, чтобы его слуги не мёрзли. Ибн Халликан назвал Ак-Сункура «одним из величайших и самых знаменитых эмиров при Сельджукидах».
По словам Дж. Альптекина, Ак-Сункур хорошо относился к людям, в Алеппо отменил пошлины и положил конец угнетению и злу, был религиозным и щедрым благотворителем.